# Pays de Gosse
Pour les articles homonymes, voir Gosse.
Le pays de Gosse est un petit pays du sud-ouest du département des Landes, constitué des barthes faisant face au Pays basque sur la rive droite de l'Adour, et des reliefs marquant le coude de l'Adour face au pays d'Orthe. Il est bordé au nord-ouest du pays de Seignanx avec lequel il forme aujourd'hui la communauté de communes du Seignanx.

## Étymologie
Le pays de Gosse apparaît avec la forme Engosse, [carte du Duché d’Albret, H. Le Roy, 1647] qui pourrait être une transcription erronée d'Engrosse, l'ancien nom d'Angresse. Le pays de Gosse désignerait donc le "Pays d'Angresse".

## Toponymie
- Biarrotte
- Biaudos
- Josse
- Orx
- Saint-Barthélemy
- Saint-Jean-de-Marsacq
- Saint-Laurent-de-Gosse
- Sainte-Marie-de-Gosse
- Saint-Martin-de-Hinx
- Saubrigues